# Rolf-Dieter Jaretzky
Rolf-Dieter Jaretzky (* 29. März 1935) ist ein international anerkannter deutscher Philatelist.

## Leben und Werk
Jaretzky ist von Beruf Apotheker und führte unter anderem die Löwen-Apotheke in der Kurt-Schumacher-Straße 25 in Braunschweig.
Sein Vater, der lange Jahre Briefmarken sammelte, konnte den Sohn früh für die Philatelie begeistern und führte ihn in das Thema ein. Bereits in den 1950er Jahren nahm Rolf-Dieter Jaretzky an internationalen philatelistischen Veranstaltungen teil. Als Experte ist und war Jaretzky u. a. als Prüfer, Juror und Präsident verschiedener nationaler und internationaler Vereinigungen tätig. So war er zum Beispiel von 1994 bis 1996 Präsident des Grand Prix Clubs der Fédération Internationale de Philatélie (FIP).
Jaretzky ist verheiratet und hat zwei Kinder.

### Interessensgebiete
Zu seinen Sammel- und Interessensgebieten zählen unter anderem:
Mexiko, Altdeutschland (darunter Baden, Braunschweig, Hannover und Helgoland), Afghanistan, Kaschmir, Rumänien, US-Postmeister-Ausgaben, Steuermarken von Braunschweig. Darüber hinaus befasst er sich mit der deutschen Feldpost im Zweiten Weltkrieg, Post der Kriegsgefangenen im Ersten Weltkrieg aus japanischen Lagern, Post aus dem Krimkrieg und Post der Konföderierten Staaten von Amerika.

### Mitgliedschaften
Jaretzky ist Mitglied mehrerer nationaler und internationaler philatelistischer Vereinigungen, darunter der Royal Philatelic Society London, deren „fellow“ er seit 1987 ist, der Association Internationale des Experts en Philatélie (AIEP) und der Académie de Philatélie de Belgique.

### Schriften
Jaretzky hat zu seinen diversen Interessensgebieten auch veröffentlicht. So 1973  Los Timbres Provisionales de Campeche, 1974 Las Fuerzas Expedicionarias Britanicas de 1862 en Mexico oder 1994 Die Geschichte und Postgeschichte des Herzogtums Braunschweig.

### Ehrungen
Jaretzky gilt als erfolgreichster deutscher Aussteller in der zweiten Hälfte des 20. Jahrhunderts und als einer der größten Sammler der Gegenwart (one of the most profilic [sic!] and sucessful [sic!] philatelists of our time).
Unter anderem erhielt er folgende Ehrungen:
- 1987: Grand Prix d’Honneur
- 1997: Unterzeichner der Roll of Distinguished Philatelists[6][7]
- 2003: Lindenberg-Medaille[8] des Berliner Philatelisten-Klubs von 1888
- 2004: Tilleard-Medaille der Royal Philatelic Society London
- 2009: Hans-Grobe-Medaille[9] des Briefmarken-Clubs Hannover
- 2018: Großgold des Bundesverbandes des Deutschen Briefmarkenhandels[10]
- 2021: Bundesverdienstkreuz am Bande[11]
- 2021: ROLF-DIETER-JARETZKY-Medaille[12], die 2018 vom Briefmarken-Club Hannover zu seinen Ehren gestiftet wurde.